# 辻一堂

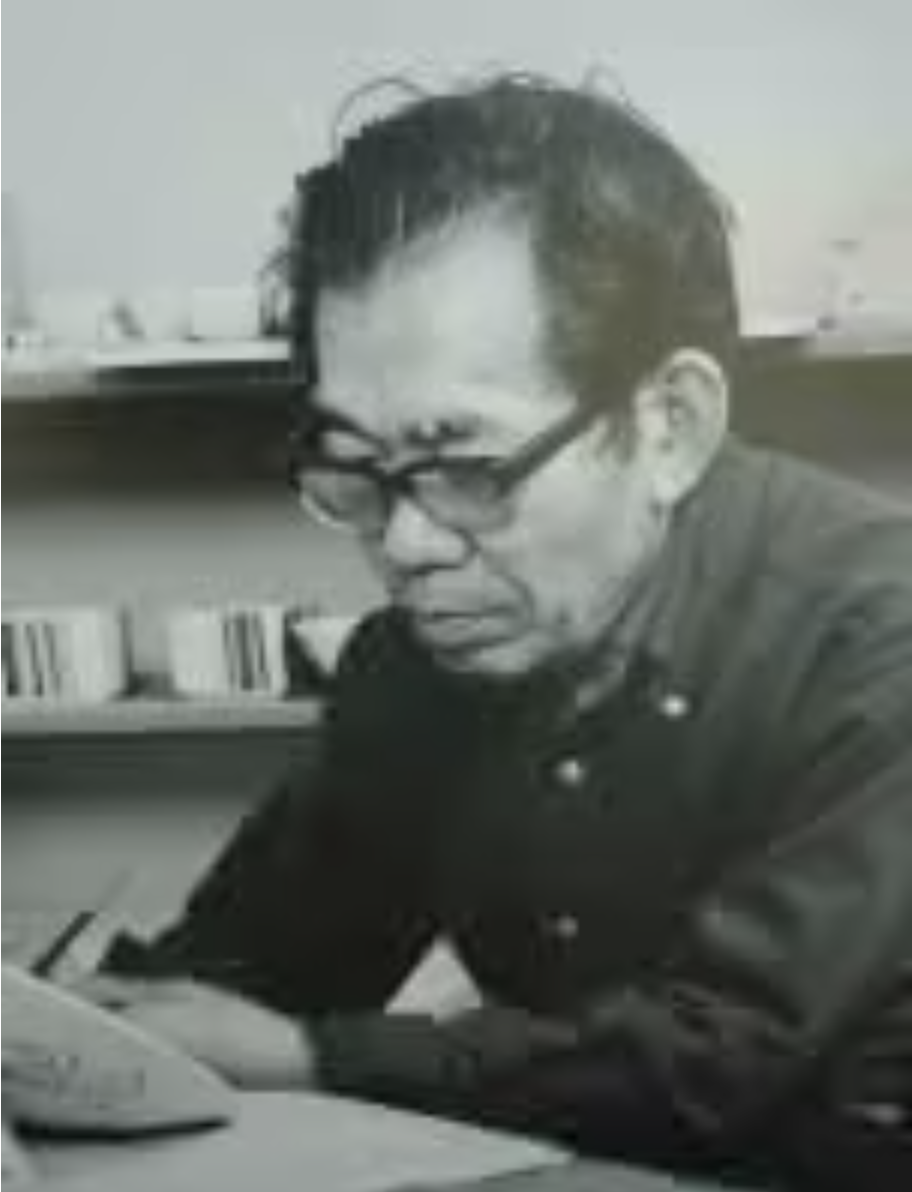
辻一堂

辻一堂（つじ いちどう、Tsuji Ichido、1911年〈明治44年〉9月1日 - 1983年〈昭和58年〉6月27日) は日本の陶芸家。佐賀県太良町出身。有田町の聡窯初代窯主。本名は辻貞男
絵の才能を買われ香蘭社図案部に入社。1954年（昭和29年）に聡窯を創業して以来、主に上絵付けの額皿、花器などを制作。代表作に更紗紋、蕨の他、安藤広重の浮世絵『東海道五十三次』を描いた額皿（志田陶磁器株式会社収蔵）などがある。日展15回入選。 

## 経歴
- 1911年（明治44年）- 9月1日 佐賀県太良町に生まれる (本名: 貞男)
- 1932年（昭和7年）- 香蘭社(有田町) 美術品工場図案部に入社
- 1949年（昭和14年）- 台湾の台南海軍航空隊より帰還し香蘭社美術品部長となる
- 1954年（昭和29年）- 独立、工房 (現: 聡窯)を設立、作陶活動に入る (雅号:一堂)
- 1955年（昭和30年）- この頃より東海道五十三次、富嶽三十六景など浮世絵額皿を制作
- 1956年（昭和31年）- 日展初入選 <染錦更紗紋様六角花器>(以降15回入選)
- 1958年（昭和33年）- 西松浦郡陶磁器品評会(現:九州山口陶磁展)大賞
- 1960年（昭和35年）- 西日本陶芸展 最高賞
- 1963年（昭和38年）- 日本現代工芸美術展 入選 <染錦早蕨面取花器>(以降8回入選)
- 1965年（昭和40年）- 工房(新興古伊万里研究所) 改め、「聡窯」と命名
- 1968年（昭和43年）- 九州現代工芸展審査員(~1970年)
- 1970年（昭和45年）- 有田町産業文化功労賞
- 1973年（昭和48年）- 日展会友推举
- 1978年（昭和53年）- 日本新工芸家連盟設立と同時に参加、会員となる
- 1983年（昭和58年）- 6月27日 死去(享年71才)日本新工芸展、県展などに遺作出品
- 2005年（平成17年）- 佐賀県立九州陶磁文化館にて没後22年、辻一堂・辻毅彦回顧展を開催